# Laramanaye
Laramanaye est une ville du Sud-Ouest du Tchad. Elle fait partie des cinq sous-préfectures des Monts de Lam.

## Géographie
Laramanaye est une petite ville du l'extrême sud-ouest du Tchad, elle est située à 85km de Moundou et a 35km de la frontière du Cameroun, précisément sur la piste de moundou-touboro. Elle est le chef-lieu du sous-préfecture. Elle regroupe quatre (4) canton, canton Mbourou canton Loumboko(appelé djida par les peuls) canton PAO et canton Andoum. Et trois groupes ethniques : les khos les Laka et les foulatas mais aussi Quelques autre  ethnies.   
La réserve naturelle de Laramanaye, d'une superficie de 431 000 km2, est un refuge pour les éléphants lors de leur migration entre le Cameroun et le Tchad.

## Économie
L'économie de la ville est basé sur l'agriculture, l'élevage et le commerce. Du fait de l'aide des pays voisins en technologie agricole, elle produit des tonnes de maïs pour le pays[réf. nécessaire]
Le grand marché se tient tous les mercredis et attire les populations de quatre cantons et des autres villes du Tchad et des pays voisins aussi comme le Cameroun.[réf. nécessaire]